# علامة تشكيل عربية

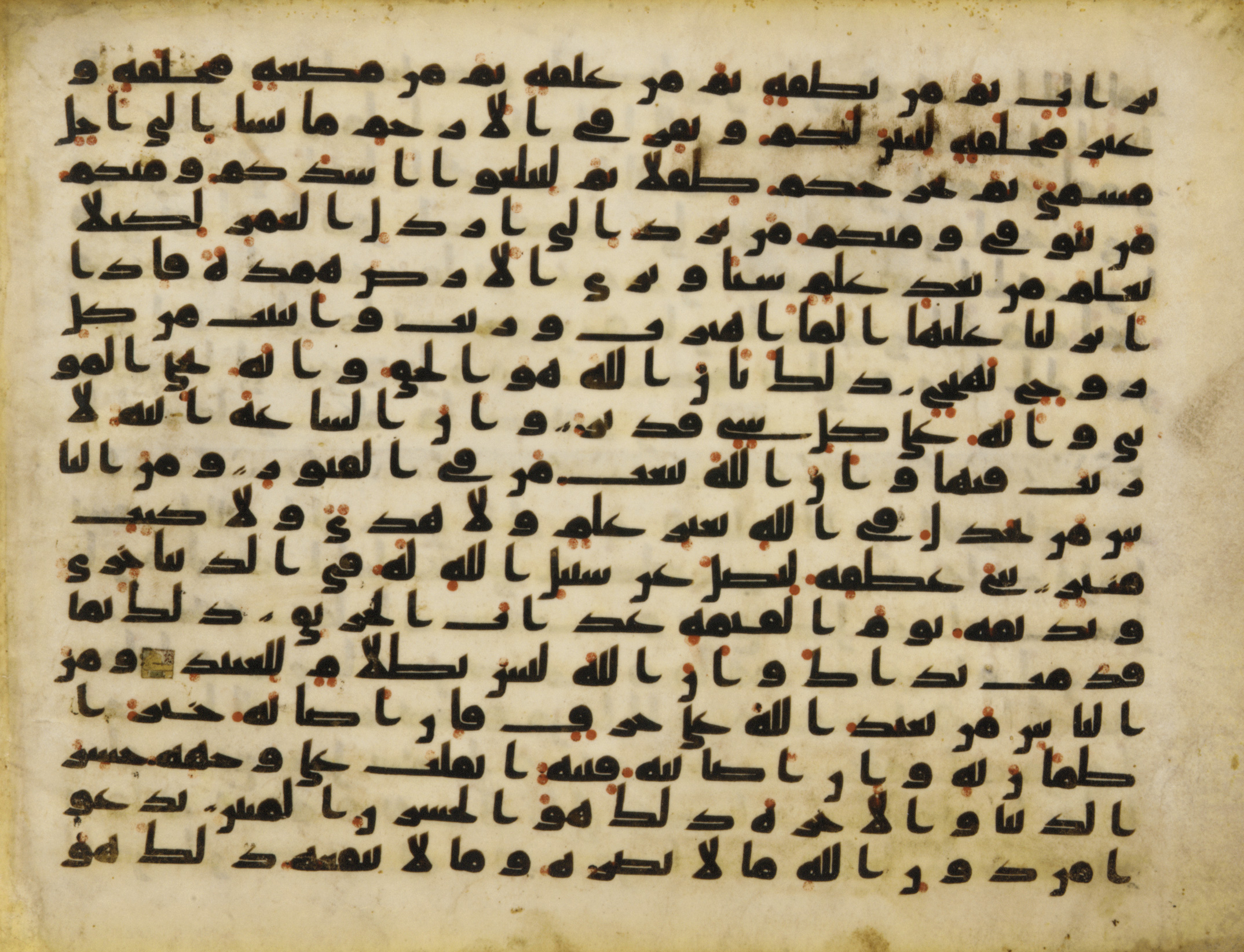
مصحف يرجع إلى العصر العباسي تظهر فيه الحروف العربية غير منقوطة وتستخدم فيه النقط لإظهار بعض الشكلات من حركات وتنوين.

عَلَامَة التَّشْكِيل (الجمع: علامات التشكيل) هي شكلة توضع أعلى الحرف العربي، أو تحته لتوضيح طريقة نطق الحرف. يشار إلى وضع هذه العلامات على الحروف والشكل والضبط. إطلاقًا، تكتب علامات التشكيل باعتماد تطويل «ـ» أو دائرة منقوطة "◌" كهذه . عددها كبير نسبيًا، ولكن الأساسية والضرورية منها هي التالية:
- الحركات: وهي ثلاث الضمة والفتحة والكسرة، ويُضاف إليها السكون.
- التنوين: وهو على ثلاث أشكال: تنوين ضم وتنوين فتح وتنوين كسر.
- الضوابط: وهي أربع: الشد والمد والوصل والقطع.

## أنواع الشكلات
- شكلات دالة على طريقة نطق الحرف من حيث المد الصوتي القصير الذي يليه وهي:
  - الفتحة وترسم كشرطة صغيرة أعلى الحرف ـَ
  - الضمة وترسم كواو صغيرة أعلى الحرف ـُ
  - الكسرة وترسم كشرطة صغيرة تحت الحرف ـِ
  - السكون ويرسم كحلقة صغيرة فوق الحرف ـْ
- شكلات دالة على تشديد الحرف وهي واحدة:
  - الشدة وترسم على الشكل ـّ ويمكن رسم فتحة أو ضمة أو كسرة مع الشدة فتتخذ الرسوم التالية حسب الترتيب ـَّ، ـُّ، ـِّ ويرسم أيضاً الكسر مع الشدة بوضع علامة التشديد فوق الحرف وتوضع الكسرة تحتها.

### التنوين
التنوين ـٌ ـً ـٍ: وهو على ثلاث أشكال تنوين ضم، تنوين فتح، تنوين كسر والتنوين يوضع فوق الحرف الأخير للكلمة ليصبغ نهاية الكلمة بلفظ ينتهي بالنون وإذا كان الحرف الأخير لا يقبل تنوين الفتح فإن التنوين يوضع على الحرف الأخير من الكلمة بعد زيادة ألف على آخر الكلمة ويمكن الذكر هنا بأنه يوجد مجموعة من الأسماء التي لا تقبل التنوين وتسمى مجموعة الأسماء هذه الأسماء الممنوعة من الصرف.
الشكلات الدالة على التنوين:
- - تنوين مع الفتح يرسم كشرطتين صغيرتين أعلى الحرف ـً
  - تنوين مع الضم يرسم أعلى الحرف ـٌ ويرسم أيضًا كواوين صغيرين فوق الحرف
  - تنوين مع الكسر يرسم كشرطتين صغيرتين أسفل الحرف ـٍ

### الضوابط
وهي كالتالي:
- الشدة ـّ: وهي توضع فوق الحرف ليتم تضعيف لفظه أي لفظه وكأن الحرف مكتوب مرتان.
- المد ـٓ: وهي علامة توضع فوق حرف الألف بشكل عام ليتم تضعيف لفظه ويكون ذلك بلفظ حرف الألف بمد طويل ومع إضافة المد يصبح كالشكل التالي آ، ويمكن للمد أن يوضع على حروف أخرى، مثل: الياء في الكلمة يس.
- الوصل.
- القطع.

## استعمالات علامات الضبط
تستعمل علامات الضبط في جميع المصاحف وفي كثير من النصوص القرآنية المقتبسة من المصحف. كما تستعمل في كثيرٍ من النصوص المعدة للأطفال وفي النصوص الخاصة بالمراحل الأولى لتعليم دارسي اللغة العربية كلغة ثانية. وتستعمل أحياناً في النصوص العامة لمنع التباس المعنى على القارئ عندما يكون هناك أكثر من طريقة لنطق الكلمة والتي قد تفضي إلى معانٍ تختلف عن المعنى المراد من النص.
وعن قيمة الحركات في الشعر يقول د. صالح عبد العظيم الشاعر في كتاب «حركة النحو والدلالة في النص الشعري»:
“وإذا كانت الكلمات والحروف ذات معنى وقيمة في البناء الشعري فإن الحركات لا تقلُّ قيمتها عن قيمة الكلمة، وأعتقد أن حركة القافية لها دور في نجاح القصيدة إذا ما كانت متصلة بموضوعها ولو على سبيل العموم، فلا أحد ينكر أن القوافي المطلقة بالألف توحي بالبهجة والسعادة والسرور، وقد نرى من خلالها صورة شخص مستغرق في الضحك، فاتحًا فمه كمنشد القافية المطلقة"، "فالكسر اللفظي دليل على الكسر النفسي، والانفتاح الذي توحي به الفتحة لايتناسب مع الحزن مطلقا، والسكون كبت وكتمان يختلفان عن الحركة المقترنة بالبوح والتحرر".

## تاريخ الحركات
لم يكن في العصر الجاهلي وفي صدر الإسلام حركات فقد كان يعتمد على معرفة العرب بلغتهم للتعرف على الحركة المناسبة لكل حرف. مع اتساع الفتوحات الإسلامية اختلط العرب بالعجم وخيف أن يلحن الناس في قراءة القرآن الكريم.

### حادثة زياد بن أبيه وأبي الأسود
يروى أن معاوية بن أبي سفيان كتب إلى زياد بن أبيه عندما كان واليًا على البصرة (45-53هـ‍) أن يرسل إليه ابنه عبيدالله، فلما وصل عبيد الله عند معاوية وجد معاوية بأنه يلحن في الكلام، فكتب معاوية إلى زياد لائماً له على وقوع ابنه في اللحن.
وبناءً على ماسبق ذكره فقد كلف زياد والي البصرة في عهد معاوية بن أبي سفيان أبا الأسود الدؤلي أن يضع طريقة لإصلاح القراءة ودار بين زياد وأبي الأسود نقاش حيث أن أبو الأسود خشي أن يزيد على القرآن ما ليس فيه فحاججه زياد بأن عثمان قد كتب المصاحف قبل أن لم تكن مكتوبة. ومع ذلك فقد غلب الخوف على أبي الأسود فرفض طلب زياد وسأله أن يولي بذلك غيره. فأراد زياد أن يحفز أبا الأسود فوضع له في طريقه من يرفع صوته بالقرآن ويلحن فيه فقرأ رجل زياد (وَأَذَانٌ مِّنَ اللّهِ وَرَسُولِهِ إِلَى النَّاسِ يَوْمَ الْحَجِّ الأَكْبَرِ أَنَّ اللّهَ بَرِيءٌ مِّنَ الْمُشْرِكِينَ وَرَسُولُهُ)بكسر لام رسوله. فحزن لذلك أبو الأسود وقال: «عزّ وجه الله أن يتبرأ من رسوله» وعاد فورًا إلى زياد موافقًا. واختار كاتبًا. ووضع الحركات وكان رسم الحركات يختلف عما هو عليه اليوم.

### حركات أبي الأسود
كانت حركات أبي الأسود تختلف في رسمها عن الحركات اليوم فقد رسمها بحبر أحمر وكانت على هيئة نقاط. وقد وصلنا ما أخبر أبو الأسود كاتبه أن يفعل إذ قال له:
«خذ صبغاً أحمر فإذا رأيتني فتحت شفتي بالحرف فانقط واحدة فوقه وإذا كسرت فانقط واحدة أسفله وإذا ضممت فاجعل النقط بين يدي الحرف (أي أمامه) فإذا اتبعت شيئاً من هذه الحركات غنة فانقط نقطتين» وأخذ يملي القرآن بتأنٍ والكاتب يكتب حتى وصل إلى آخر المصحف. وكان أبو الأسود يدقق في كل صحيفة حال انتهاء الكاتب منها.
و لم يضع أبو الأسود علامة للسكون إذ رأى أن إهمال الحركة يغني عن علامة السكون. وانتشرت طريقة أبي الأسود ولكنها لم تتداول إلا في المصاحف.

### ما بعد أبي الأسود
زاد الناس على طريقة أبي الأسود علامة للتنوين فوضعوا له نقطتين فوق بعضهما. وزاد أهل المدينة علامة التشديد فجعلوها قوسين فوضعوها فوق المشدد المفتوح وتحت المشدد المكسور وعلى يسار المشدد المضموم ووضعوا نقطة الفتحة داخل القوس والكسرة تحت حدبته والضمة على يساره ثم استغنوا عن النقطة وقلبوا القوس مع الضمة والكسرة وأبقوه على أصله مع الفتحة.
وزاد أهل البصرة السكون فجعلوه شرطة أفقية فوق الحرف منفصلة عنه على الشكل التالي ــ

### الفراهيدي والحركات الحديثة
قام الخليل بن أحمد الفراهيدي في العهد العباسي بتغيير رسم الحركات حتى يتمكن الناس من الكتابة بنفس لون الحبر إذ أن تنقيط الإعجام (التنقيط الخاص بالتمييز بين الحروف المختلفة كالجيم والحاء والخاء) كان قد شاع في عصره بعد أن أضافه إلى الكتابة العربية تلميذا أبي الأسود نصر بن عاصم ويحيى بن يَعْمَر فكان من الضروري تغيير رسم الحركات ليتمكن القارئ من التمييز بين تنقيط الحركات وتنقيط الإعجام. فجعل الفتحة ألفًا صغيرة مائلة فوق الحرف، والكسرة ياءً صغيرة تحت الحرف، والضمة واواً صغيرة فوقه. أما إذا كان الحرف منوناً كـرر الحركة. كما وضع حركات أخرى. وبهذا يكون النظام الذي اتخذه قريباً إلى حد كبير من الرسم الذي تتخذه الحركات اليوم.

## لوحة المفاتيح
تتضمن معظم لوحات المفاتيح علامات التشكيل العربية، ويمكن كتابتها عبر الاختصارات التالية:
| علامة التشكيل | الرسم | زر لوحة المفاتيح |
| ------------- | ----- | ---------------- |
| الضمة         | ُ      | ث+⇧ Shift        |
| الفتحة        | َ      | ض+⇧ Shift        |
| الكسرة        | ِ      | ش+⇧ Shift        |
| السكون        | ْ      | ء+⇧ Shift        |
| الشدة         | ّ      | ذ+⇧ Shift        |
| تنوين الفتح   | ً      | ص+⇧ Shift        |
| تنوين الضم    | ٌ      | ق+⇧ Shift        |
| تنوين الكسر   | ٍ      | س+⇧ Shift        |

## روابط خارجية
- شكلي - صخر
- مشكال النصوص العربية